# Loutrochori
Loutrochori (griechisch Λουτροχώρι (n. sg.), ‚Bad-Dorf‘; griechisch-makedonisch und pontisch Loutrochor Λουτροχώρ, älter auch Loutrochorion Λουτροχώριov oder Bania Μπάνια) ist ein Ort bzw. Kurort und mit seinen drei heilenden Quellen eines der bekanntesten Kurbäder Griechenlands. Das Dorf mit etwa 500 Einwohnern im Winter und etwa 800 Einwohnern im Sommer liegt in der Gemeinde Skydra in der Region Zentralmakedonien.

## Geographie

### Geographische Lage
Loutrochori ist ein Dorf in der Gemeinde Skydra. Sie befindet sich ca. 6 km südwestlich der Stadt Skydra, 20 km südwestlich von Edessa, 25 km nördlich von Veria, 77 km nordwestlich von Thessaloniki (wo sich auch der internationale Flughafen Makedonien befindet), 540 km nordwestlich von der Hauptstadt Griechenlands Athen und liegt in einer Höhe von ca. 90 m.
Der Gemeindeteil hat eine Fläche von 750,6625 Hektar bzw. von 7,506 Quadratkilometer (nur das Dorf selbst 27,6237 Hektar) und umfasst den südwestlichen Rand der Gemeinde Skydra bzw. den südlichen Rand des Regionalbezirks Pella und grenzt an den Süden an Imathia.
Das Dorf Loutrochori befindet sich im nordwestlichen Ausläufer der zentralmakedonischen Tiefebene. Die höchste Erhebung im Ortsgebiet ist der Kanber (auch Profitis Ilias) mit einer Höhe von 358 m. Er liegt nordwestlich des Dorfkerns.

### Klima
Loutrochori liegt im Bereich des mediterranen Klimas. Die Sommer sind warm bis heiß und relativ lang; die Winter kalt und relativ kurz.
Die gemittelten Maximaltemperaturen pro Tag im Sommer betrugen im Juni 29 °C, im Juli 31 °C und im August 32 °C. Die gemittelten Minimaltemperaturen pro Tag im Winter betrugen im Dezember 3 °C, im Januar 1 °C und im Februar 3 °C.
Die mittlere Monatstemperatur beträgt hier im Januar 4 °C, im Juli und im August 25 °C. Die mittlere Jahrestemperatur liegt bei 14,8 °C. Die gesamte Menge an Niederschlag pro Jahr in Loutrochori beträgt 470 mm. Die minimale Niederschlagsmenge pro Jahr fällt im August mit 23 mm, die maximale Menge im Dezember mit 53 mm.
Die maximale in Loutrochori gemessene Temperatur betrug 42,8 °C, die minimale −15,3 °C.
|                        | Jan | Feb | Mär | Apr | Mai | Jun | Jul | Aug | Sep | Okt | Nov | Dez |   |      |
| Mittl. Temperatur (°C) | 4   | 6   | 10  | 13  | 18  | 23  | 25  | 25  | 21  | 17  | 10  | 5,5 | ⌀ | 14,8 |
| Mittl. Tagesmax. (°C)  | 7   | 9   | 14  | 18  | 24  | 29  | 31  | 32  | 27  | 22  | 14  | 8   | ⌀ | 19,6 |
| Mittl. Tagesmin. (°C)  | 1   | 3   | 6   | 8   | 12  | 17  | 19  | 18  | 15  | 12  | 6   | 3   | ⌀ | 10   |
|                        |     |     |     |     |     |     |     |     |     |     |     |     |   |      |
| Niederschlag (mm)      | 43  | 51  | 45  | 35  | 41  | 28  | 27  | 23  | 34  | 39  | 51  | 53  | Σ | 470  |

| 1 |

| 3 |

| 6 |

| 8 |

| 12 |

| 17 |

| 19 |

| 18 |

| 15 |

| 12 |

| 6 |

| 3 |

| 1 |

| 3 |

| 6 |

| 8 |

| 12 |

| 17 |

| 19 |

| 18 |

| 15 |

| 12 |

| 6 |

| 3 |

| N i e d e r s c h l a g | 43  | 51  | 45  | 35  | 41  | 28  | 27  | 23  | 34  | 39  | 51  | 53  |
|                         | Jan | Feb | Mär | Apr | Mai | Jun | Jul | Aug | Sep | Okt | Nov | Dez |

## Geschichte
Historisch gesehen gehörte Loutrochori zu Pella, der Hauptstadt des griechisch-makedonischen Reiches und dem Geburtsort Alexander des Großen. Das Dorf Loutrochori stand im Mittelpunkt der antiken makedonischen Kultur. Schon in prähistorischer Zeit wurde das Land von Menschen bewohnt und erlebte während der Herrschaft der Makedonier eine Blütezeit. In Loutrochori trifft man auf die Spuren einer Kultur, deren Präsenz von der Antike über Byzanz bis zur christlichen Epoche reicht. Hier befand sich im 4. Jahrhundert v. Chr. der erste Kurort des Königreiches Makedonien.
Genauso wie viele andere Siedlungen der heutigen griechischen Region Makedonien ist auch der gegenwärtige Ort Loutrochori eine Neugründung aus den Jahren 1912/13 und 1923 durch Flüchtlinge der kleinasiatischen Katastrophe und nach der Vertreibung der Pontosgriechen. Von 1941 bis 1944 war Loutrochori von deutschen Truppen besetzt, anschließend von Mitte 1947 bis März 1950 Schauplatz des griechischen Bürgerkriegs und zeitweise unbewohnt.
Ein entscheidender Entwicklungsschub für das Dorf erfolgte durch den Anschluss an das asphaltierte Straßennetz sowie der Fertigstellung von drei Freibädern in den 1970er Jahren. Seitdem hat Loutrochori touristische Bedeutung als Badeort, der von mehr als 5000 Touristen jährlich besucht wird.
Loutrochori wurde 1997 im Rahmen des griechischen Kommunalverwaltungsreformgesetzes mit den Nachbarortschaften Plevroma und Petrea (bzw. Arseni, Aspro, Dafni und Kalivia) zur Gemeinde '(Dimos) Skydra zusammengefasst.

### Name
Der Name des Ortes ist von einem makedonischen Wort abgeleitet (Μπάνια, Bania oder tr.:Mpania) und bedeutet „Kurort“ oder „Badeort“.

## Bevölkerung
Die örtliche Sprache ist Griechisch, neben dem griechisch-makedonischen Dialekt (gr. Makedonika Μακεδονικά) wird auch Pontisch gesprochen; die Bewohner sind heute allesamt Griechen, insbesondere griechische Makedonier bzw. Pontier. Ein Teil der Bevölkerung verdient seinen Lebensunterhalt durch die Landwirtschaft.
Bei der letzten griechischen Volkszählung 2001 hatte Loutrochori 466 Einwohner. Das entspricht einer Bevölkerungsdichte von etwa 62,08 Einwohnern pro Quadratkilometer. Dies liegt weit unter dem Durchschnitt der Verwaltungsregion Zentralmakedonien (99,51) sowie dem der Region Makedonien (76,82) und von Griechenland insgesamt (84,00).

### Einwohnerentwicklung
| Jahr                                                                                    | Einwohner | absolute Veränderung | relative Veränderung | ≈ % Gemeinde | ≈ % Präfektur | ≈ % Staat | Siedlungsdichte (Ew./km²) |
| --------------------------------------------------------------------------------------- | --------- | -------------------- | -------------------- | ------------ | ------------- | --------- | ------------------------- |
| 1913                                                                                    | –         | –                    | –                    | –            | –             | –         | –                         |
| 1920                                                                                    | –         | –                    | –                    | –            | –             | –         | –                         |
| 1928                                                                                    | 115       | –                    | –                    | –            | 0,12 %        | 0,0019 %  | 15,32                     |
| 1940                                                                                    | –         | –                    | –                    | –            | –             | –         | –                         |
| 1951 1                                                                                  | 367       | –                    | –                    | 3,77 %       | 0,31 %        | 0,0048 %  | 48,89                     |
| 1961 1                                                                                  | 435       | + 68                 | + 18,53 %            | 3,51 %       | 0,33 %        | 0,0052 %  | 57,95                     |
| 1971 1                                                                                  | 391       | – 44                 | – 10,12 %            | 2,94 %       | 0,31 %        | 0,0045 %  | 52,09                     |
| 1981 1                                                                                  | 772       | + 381                | + 97,44 %            | 5,32 %       | 0,58 %        | 0,0080 %  | 102,85                    |
| 1991 1                                                                                  | 483       | – 289                | – 37,43 %            | 3,17 %       | 0,35 %        | 0,0048 %  | 64,35                     |
| 2001 1                                                                                  | 466       | – 17                 | – 3,52 %             | 2,98 %       | 0,32 %        | 0,0043 %  | 62,08                     |
| 1 1951–2001, alle Angaben nach Volkszählungen, Quelle: Gemeinde Skydra (Δήμος Σκύδρας). |           |                      |                      |              |               |           |                           |

## Wirtschaft und Infrastruktur

### Verkehr
Zehn Kilometer nördlich von Loutrochori verläuft die Nationalstraße 2 (Europastraße 86); die nächste Autobahnanschlussstelle, Veria (Kypseli) an der Egnatia (A2/E90), liegt knapp 30 Kilometer südlich. Beide Straßen verlaufen von Thessaloniki nach Kozani. Neun Kilometer nördlich von Loutrochori liegt der nächstgrößere Bahnhof, Skydra an der West- und Zentralmakedonichebahn (weitere Haltestellen: 3 km nach Petria und 8 km nach Episkopi), der Haltepunkt der InterCity-Strecke Thessaloniki-Kozani ist. Zwischen Loutrochori und den Präfekturhauptstädten von Pella (Edessa) und Imathia (Veria), existieren täglich mehrere Busverbindungen. In den Sommermonaten verkehrt zwischen Loutrochori und der Gemeindehauptstadt Skydra alle 90 Minuten ein Bus (von 07:00 bis 19:00), direkt am Busbahnhof.

### Bildungseinrichtungen

Luftbild aus südlicher Richtung

Loutrochori verfügt über eine eigene Grundschule (gr.: Δημοτικό Σχολείο, „Dimotiko Scholio“). Außerdem gibt es einen Kindergarten (gr.: Νηπιαγωγείο, „Nipiagogio“).

### Freizeit- und Sportanlagen
Der Athletik-Kultur- und Fußballverein „Aristotelis Loutrochori“, (gr.: Αθλητικός Εκπολιτιστικός Σύλλογος/Α.Ε.Σ. „Αριστοτέλης Λουτροχωρίου“, "Athlitikos Ekpolitistikos Sylogos abk. A.E.S. „Aristotelis Loutrochori“") wurde im Jahr 1976 gegründet. Von 1987 bis 1990, von 1992 bis 1999 und von 2001 bis 2007 gehörte er der ersten Amateur-Liga der Präfektur Pella an, in die er 2009 wieder aufstieg. 1990 wurde er Meister der 1.Amateur-Liga der Präfektur Pella und ist in Delta Ethniki bzw. in die vierthöchste griechische Spielklasse aufgestiegen.

## Kultur und Sehenswürdigkeiten
Es existiert der Kulturverein der Griechen aus Pontos „To Kars“ (gr.: Μορφωτικός Ποντιακός Σύλλογος/Μ.Π.Σ. Λουτροχωρίου „Το Κάρς“, Morfotikos Pontiakos Sylogos abk. M.P.S. Loutrchori „To Kars“). Dieser dient der Pflege kultureller und sprachlicher Traditionen der pontischen Griechen. Im Jahr 1995 wurden zwei Volkstanzgruppen für Jugendliche und Erwachsene gegründet.

## Religion
Der Großteil der Dorfbewohner gehört der griechisch-orthodoxen Kirche an. Die griechisch-orthodox Kirchengemeinde Allerheiligenkirche (griech.: Ενορία Άγιοι Πάντες, Enoria Agii Pandes) gehört zum Kirchenbezirk Skydra (gr.: Αρχιερατική Περιφέρεια Σκύδρας, „Archieratiki Periferia Skydras“) in der „Diözese von Edessa, Pella und Almopia“ (gr.: Ιερά Μητρόπολις Εδέσσης, Πέλλης και Αλμωπίας, „Iera Mitropolis Edesis, Pelis kai Almopias“).

### Kirchen
Von den zahlreichen Kirchen des Ortes sind einige hervorzuheben:
- Die Hauptkirche in Loutrochori ist die am Zentralplatz liegende Basilika des Agii Pandes (Άγιοι Πάντες, Allerheiligenkirche). Sie wurde im Jahr 1940 erbaut und ist seit 1950 Hauptkirche des Ortes.
- Die Basilika des Agios Georgios (Άγιος Γεώργιος, Heiligen Georg) mit einer angeblich wunderwirkenden Ikone befindet sich etwa 0,5 km östlich und stammt aus dem 13./14. Jahrhundert und der byzantinischen Zeit. Sie war bis 1950 die Hauptkirche des Ortes und steht heute unter Denkmalschutz.
- Die Kirche Profitis Ilias (Προφήτης Ηλίας, Prophet Elija) wurde im Jahr 1990 an der Stelle eines kleineren, älteren Gebäudes erbaut. Die Bergkirche befindet sich etwa 2,5 km nordwestlich des heutigen Ortes und ist ein gutes Beispiel für den byzantinischen Architekturstil.
- Zudem kann man die Kapelle Analipseos Tou Kiriou (Αναλήψεως Του Κυρίου, Christi Himmelfahrt) besichtigen, die 100 m entfernt von der Agii Pandes liegt.

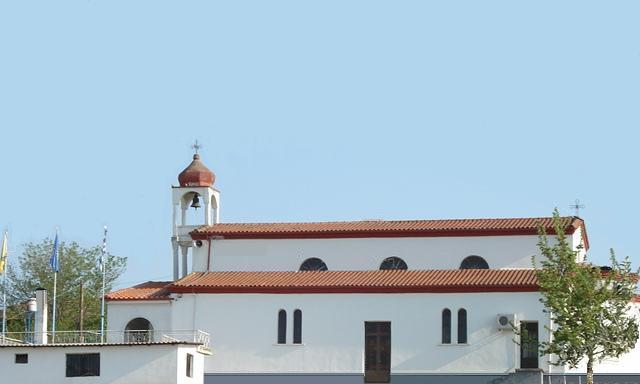
Agii Pandes (Allerheiligenkirche).
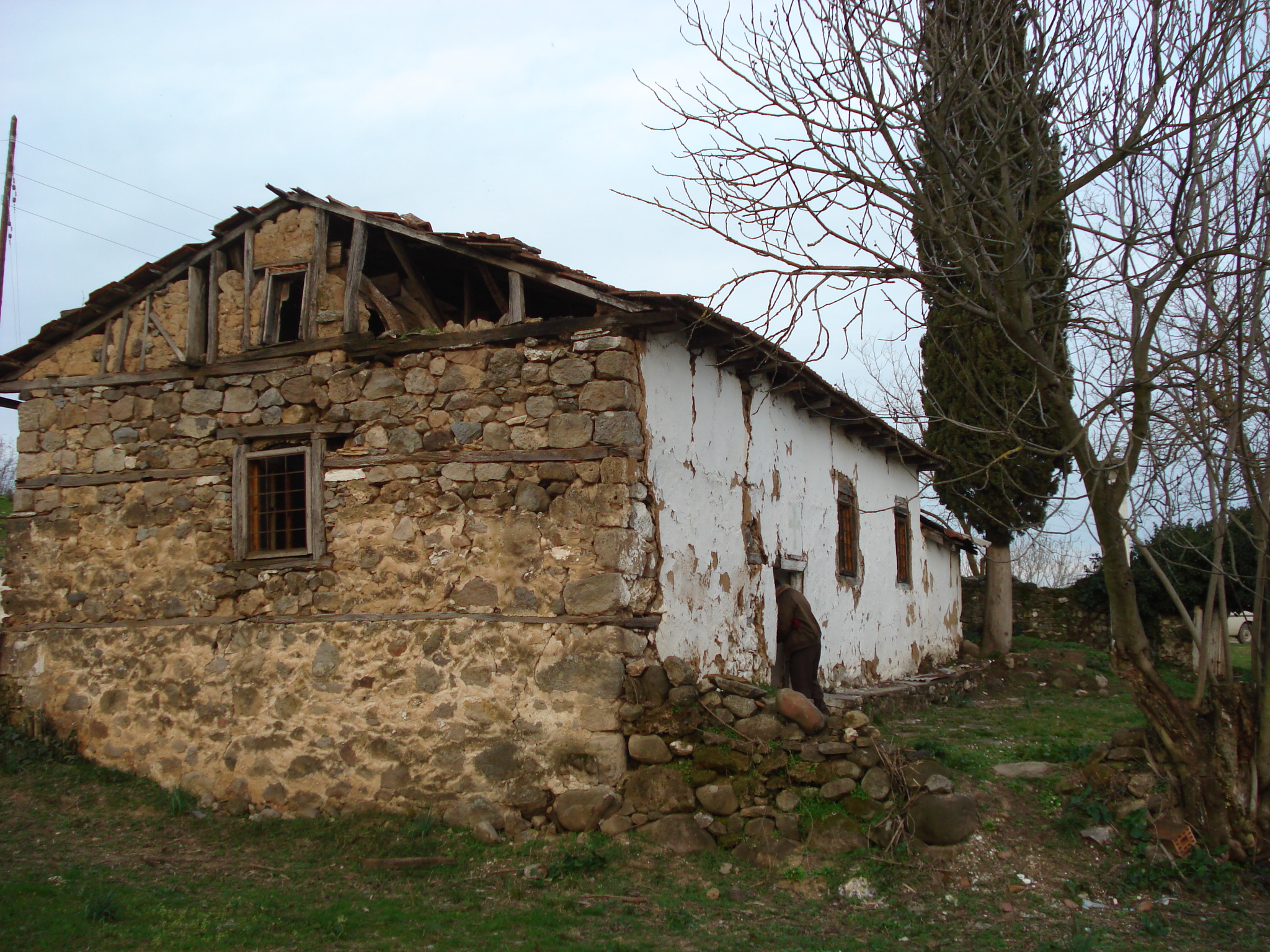
Agios Georgios (Heiligen Georg).
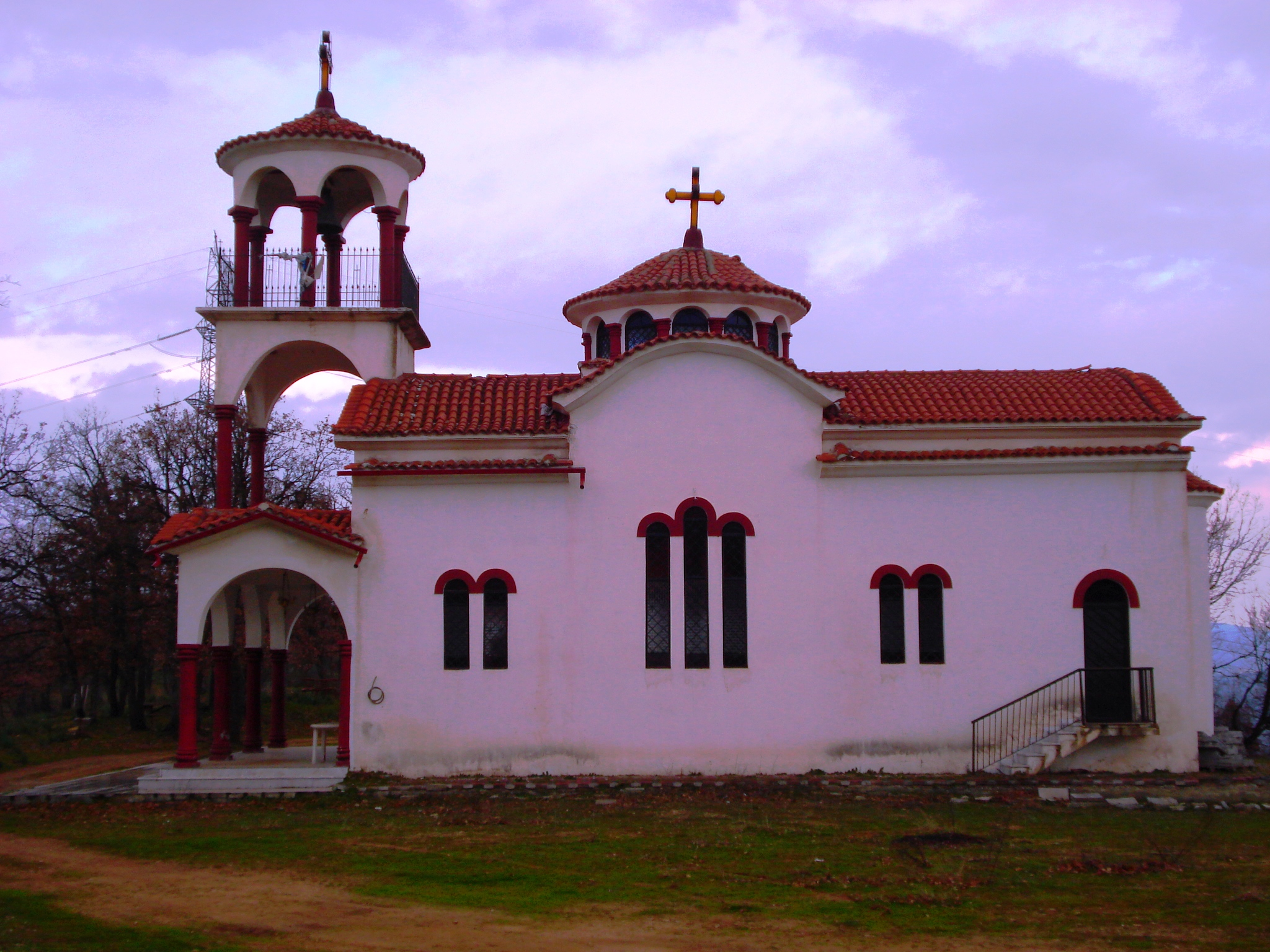
Profitis Ilias (Prophet Elija).
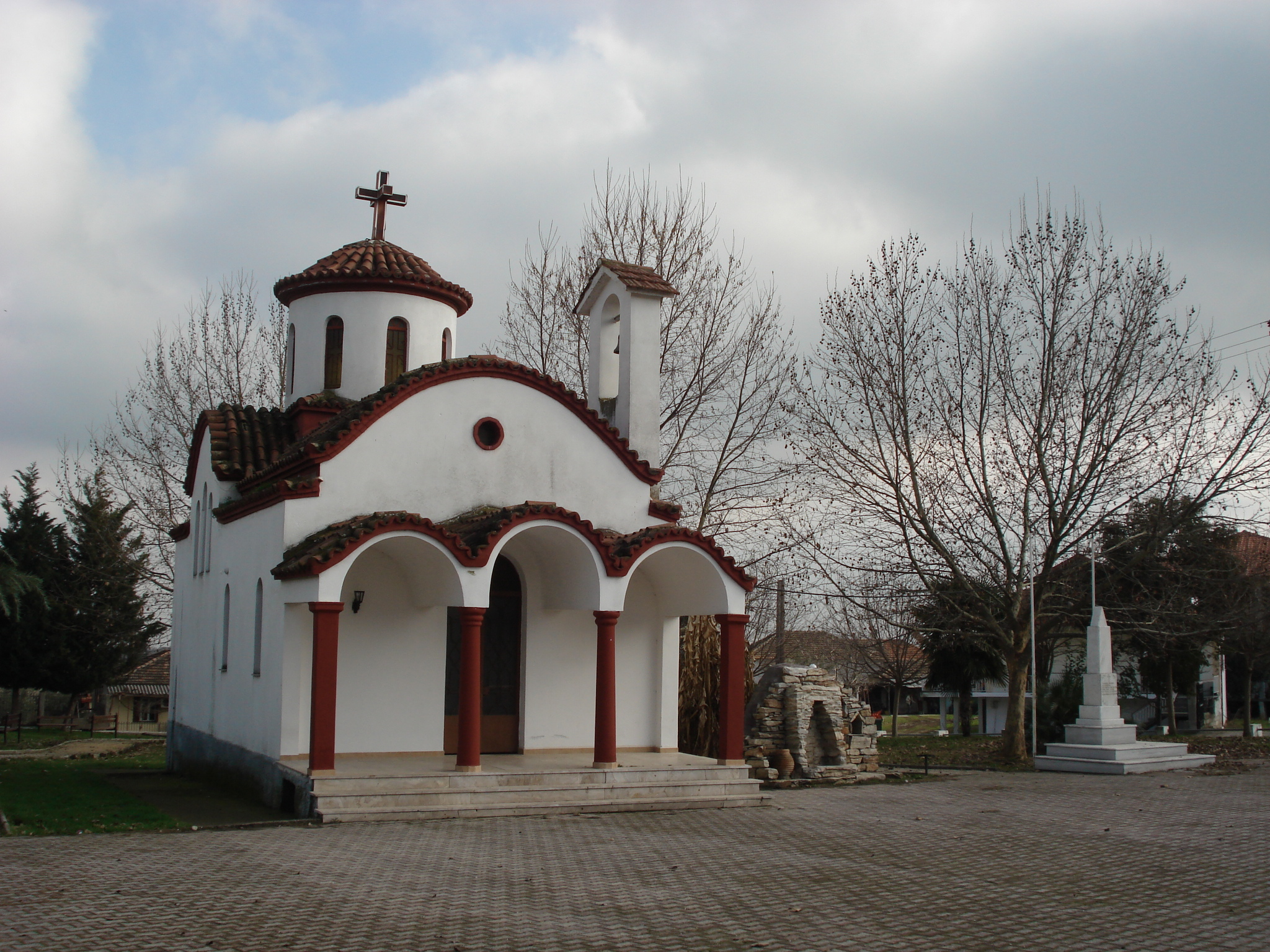
Analipseos Tou Kiriou (Christi Himmelfahrt).